# 사랑이 무서워
《사랑이 무서워》(영어: Shotgun Love)는 2011년에 개봉한 대한민국의 영화이다.

## 줄거리
- 넘치는 시식 능력 외에는 외모, 학벌, 패션 센스까지 모조리 평균 이하인 홈쇼핑 시식 모델 상열이는 잘나가는 동료 모델 소연이를 짝사랑한다. 하지만 얼굴이면 얼굴, 외모면 외모 빈틈 없이 완벽한 그녀의 눈에 상열이는 그저 만만한 동료일 뿐. 비가 내리는 야심한 밤 소연이는 만만한 상열을 불러내 자신의 말 못할 고민을 털어놓는다. 소연이와 밤이 새도록 소주잔을 기울이던 상열이는 이튿날 영문도 모른 채 호텔방에서 알몸으로 깨어난 자신을 발견하고, 꿈에 그리던 소연이와 꿀 같은 하룻밤을 보냈다는 생각에 쾌재를 부른다. 하지만 소연이는 그런 상열이에게 폭탄발언을 하는데… 오매불망 그녀가 하룻밤에 무너졌다! 도대체 왜?

## 캐스팅
- 임창정 : 유상열 역
- 김규리 : 신소연 역
- 김태훈 : 박 피디 역
- 안석환 : 포차주인 역
- 박민환 : 장명부 역
- 이아린 : 명숙 역
- 김진수 : 베로니카 역
- 윤지민 : 경아 역
- 손영순 : 평상 할머니 역
- 변신호 : 홈쇼핑할머니 역
- 김희창 : 의사 A 역
- 김난휘 : 여의사 역
- 백현주 : 만삭엄마 역
- 노지윤 : 만삭엄마 딸 역
- 조한별 : 만삭엄마 아들
- 황은수 : 쇼호스트 3  역
- 홍가영 : 쇼호스트 4 역
- 임지현 : 웨이트리스 역
- 이연주 : 사회자 역
- 손현우 : 사진사 역
- 장희용 : 장 피디 역
- 정종훈 : 중환자실 의사 역
- 봉은선 : 고기먹는 하마 역
- 주성완 : 경비아저씨 1 역
- 최교식 : 경비아저씨 2 역
- 김수복 : 홈쇼핑 할아버지 역
- 양수경 : 홈쇼핑 아이 역
- 성지혜 : 간호사 역
- 채송화 : 간호사 역
- 김사라 : 란제리 모델 역
- 이미소 : 란제리 모델 역
- 한양희  : 란제리 모델 역
- 박예영 : 란제리 모델 역
- 송다미 : 소연 친구 역
- 서정 : 소연 친구 역
- 임서은 : 소연 친구 역
- 이은채 : 소연 친구 역
- 이은영 : 소연 친구 역
- 신다은 : 사랑이 역
- 강재섭 : 택시기사 역 (우정출연)
- 김수미 : 상열 엄마 역 (특별출연)
- 강성 : 조감독 역 (특별출연)
- 안영미 : 쇼호스트 1 역 (특별출연)
- 정경미 : 쇼호스트 2 역 (특별출연)